# Au bain-marie

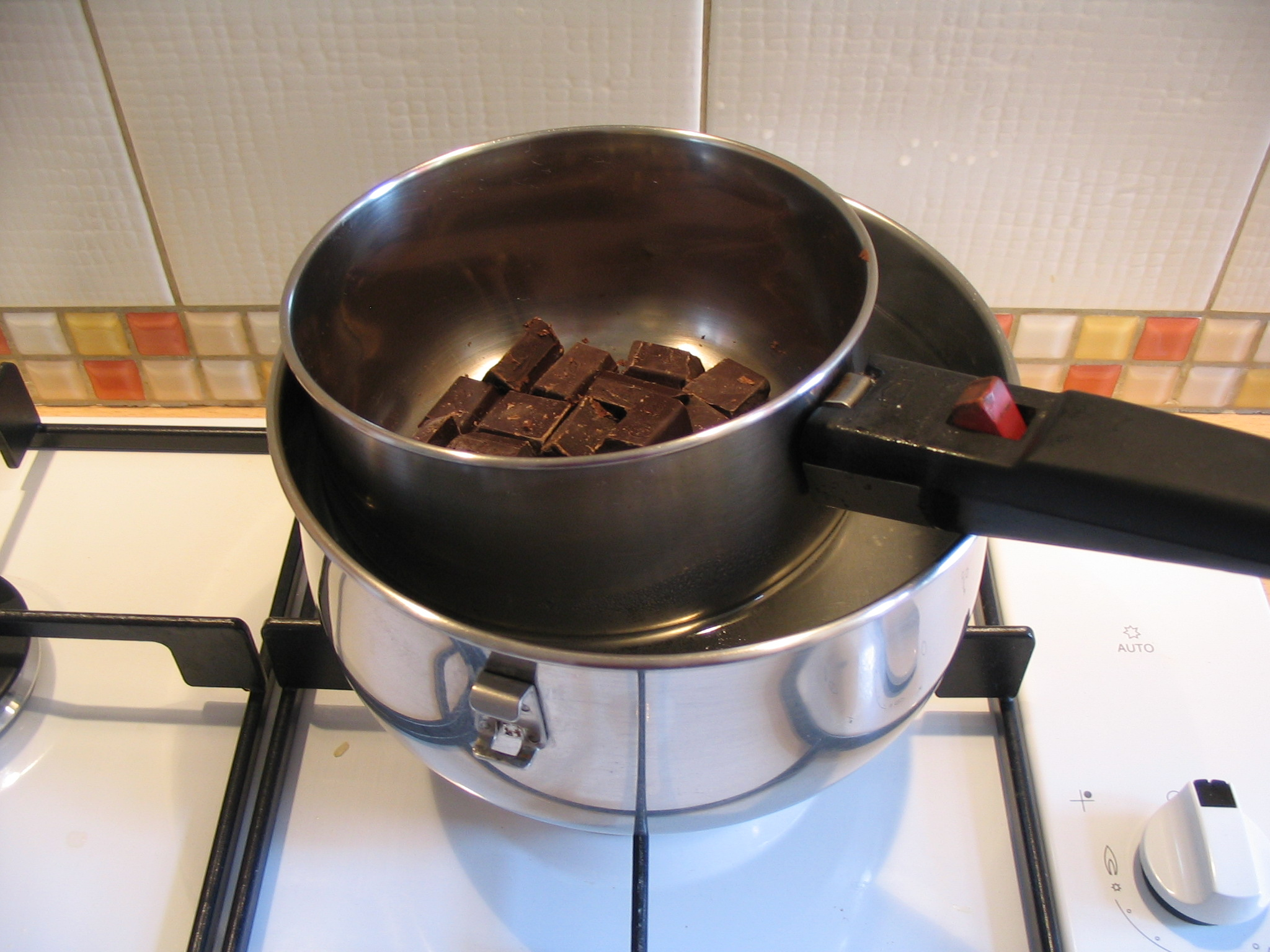
Chocolade au bain-marie verwarmen

Au bain-marie is het in een (warm of koud) waterbad plaatsen van een pan of kom met gerechten om de temperatuur te doen dalen of te verhogen.
De meest gebruikte toepassing is het verwarmen van voedsel tot tegen het kookpunt. Het water (of de stoom daarvan) zorgt ervoor dat het niet warmer wordt dan 100°C. Doordat het water in het buitenste waterbad gaat koken, neemt het energie op van de verwarmingsbron, en blijft de temperatuur in het binnenste bad constant en onder de 100°C.
Voorbeelden zijn:
- In een koudwaterbad voor het afkoelen van soepen, siropen en andere gerechten.
- In een warmwaterbad voor het laten smelten en opwarmen van chocolade en sauzen.
- In een heetwaterbad voor het verhitten tijdens het opkloppen van een sabayon zonder dat daarbij het ei schift.

## Oorsprong
De techniek au bain-marie is afkomstig uit de alchemie. Een joodse alchemiste uit Egypte, Maria van Alexandrië, zou de techniek hebben ontwikkeld om bepaalde bereidingen langzaam op te warmen. 